# Perkinsiana antarctica
Perkinsiana antarctica är en ringmaskart som först beskrevs av Johan Gustaf Hjalmar Kinberg 1867.  Perkinsiana antarctica ingår i släktet Perkinsiana och familjen Sabellidae. Inga underarter finns listade i Catalogue of Life.